# گوستاف یکم، پادشاه سوئد
گوستاف یکم سوئد (۱۲ مه ۱۴۹۶ – ۲۹ سپتامبر ۱۵۶۰) شاه سوئد از ۱۵۲۳ میلادی تا زمان مرگش بود. او سوئد را در جنگ آزادی بخش علیه کریستیان دوم دانمارک رهبری کرد. گوستاف با ترغیب سوئدی‌ها به شورش علیه سلطه دانمارک -به دنبال حمام خون استکهلم- رسیدن به قدرت را آغاز کرد و سرانجام در ۶ ژوئن ۱۵۲۳ از طرف مردم سوئد به عنوان شاه انتخاب گردید. یازده روز بعد، او و نیروهایش وارد استکهلم شدند. این واقعه به منزله پایان عمر اتحاد کالمار و استقلال کامل سوئد بود. از این زمان به بعد تا ۱۸۱۰ میلادی- که خاندان برنادوت به تاج و تخت سوئد رسیدند- خاندان واسا بر سوئد حکومت کردند.
حکومت ۳۷ ساله گوستاف تا آن زمان، طولانی‌ترین میان شاهان سوئد بود. در ضمن، او به سلطه کلیسای کاتولیک روم بر سوئد خاتمه داد و به لوتریانیسم گروید.
گوستاف یکم را مؤسس سوئد مدرن می دانند و او را ملقب به پدر ملت نموده‌اند. او دوست داشت که خودش را با موسی مقایسه کند؛ زیرا، او اعتقاد داشت که هردوی آنان مردم را از سلطه بیگانگان آزاد نمودند. او فردی به شدت عصبانی و البته علاقه‌مند به موسیقی بود. او یکی از قدیمی‌ترین ارکسترهای جهان را در سوئد ایجاد کرد.

## نگارخانه

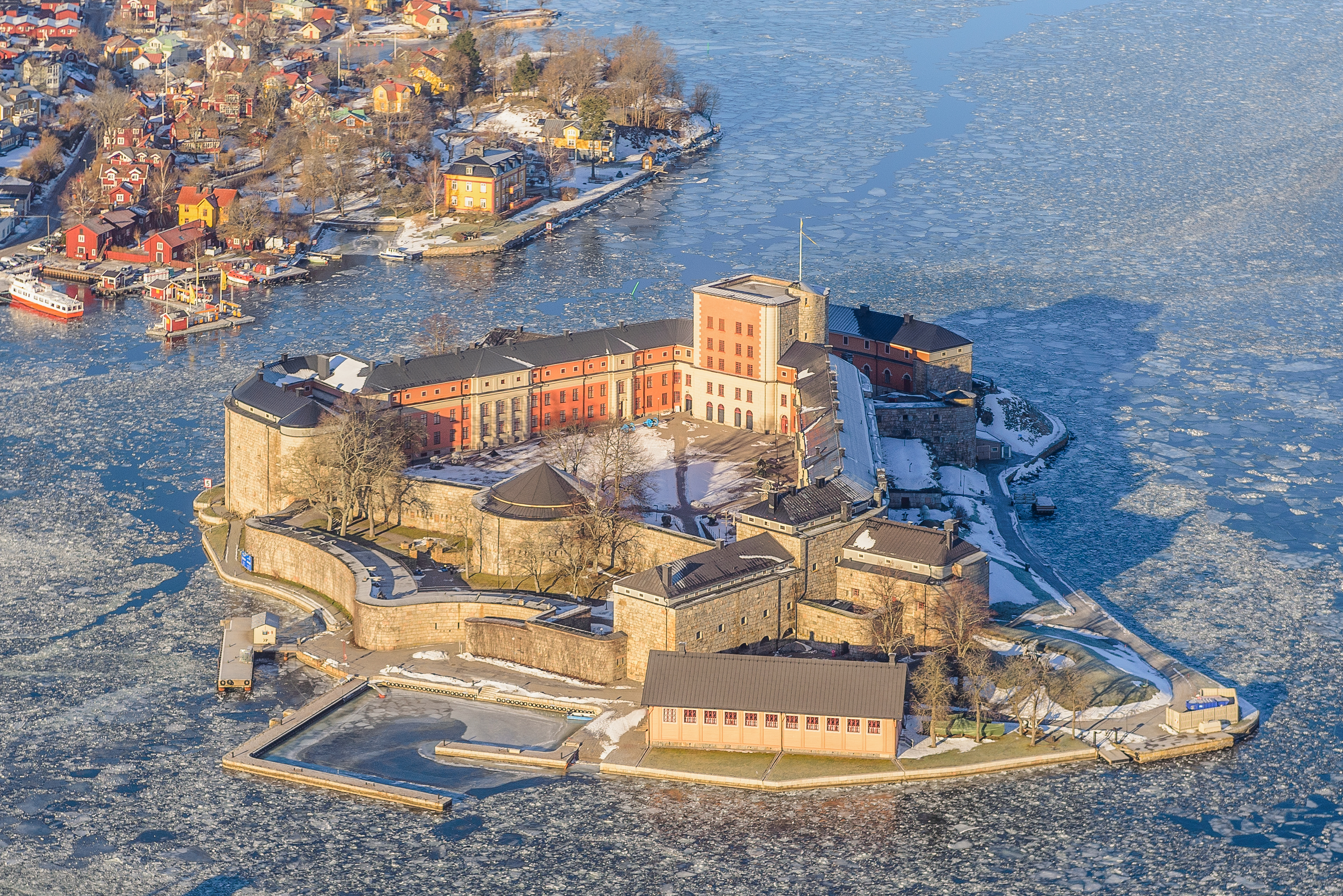
قلعه وکسهُلم، یک باروی نظامی سابق در مجمع‌الجزایر استکهلم است که در سال ۱۵۴۴ میلادی، به دستور گوستاف یکم و به منظور بالابردن ظرفیت دفاعی استکهلم ساخته‌شد.
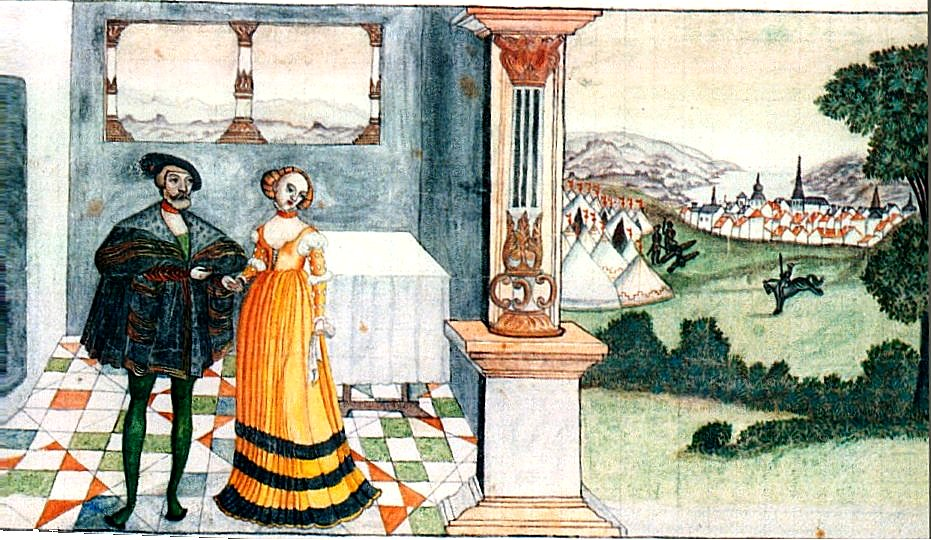
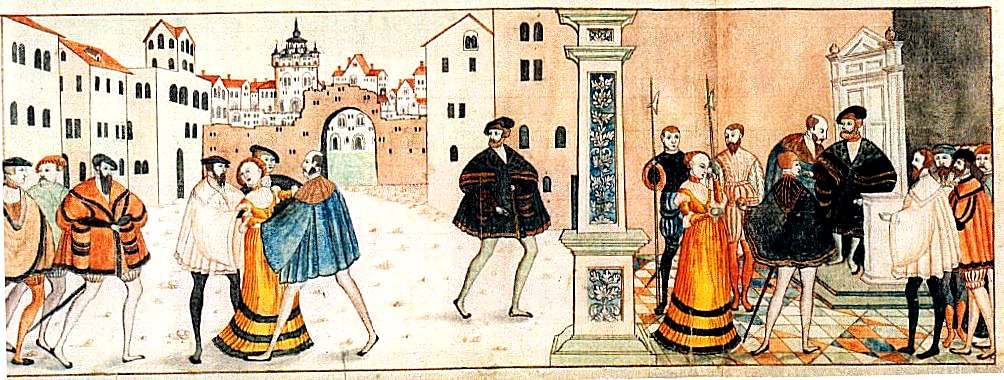
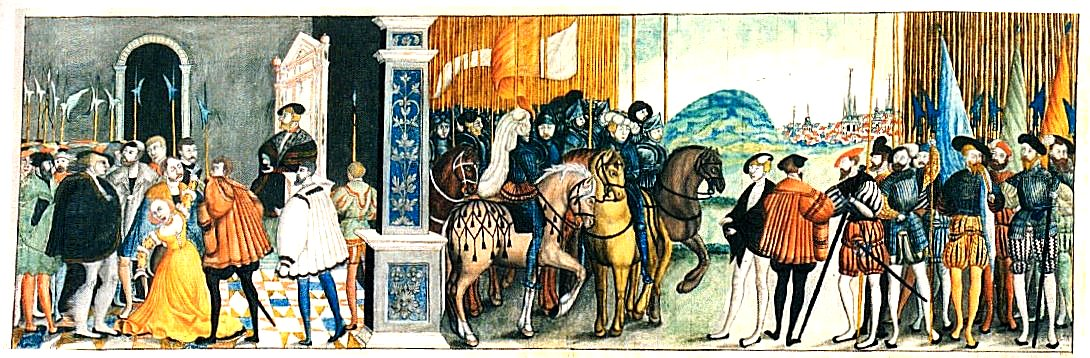
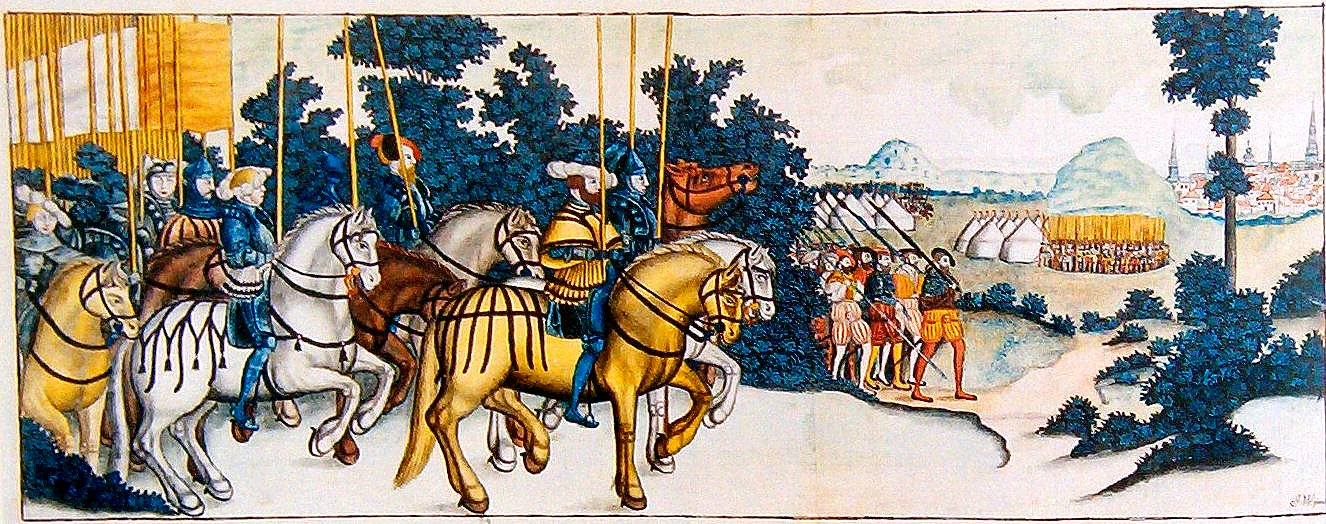
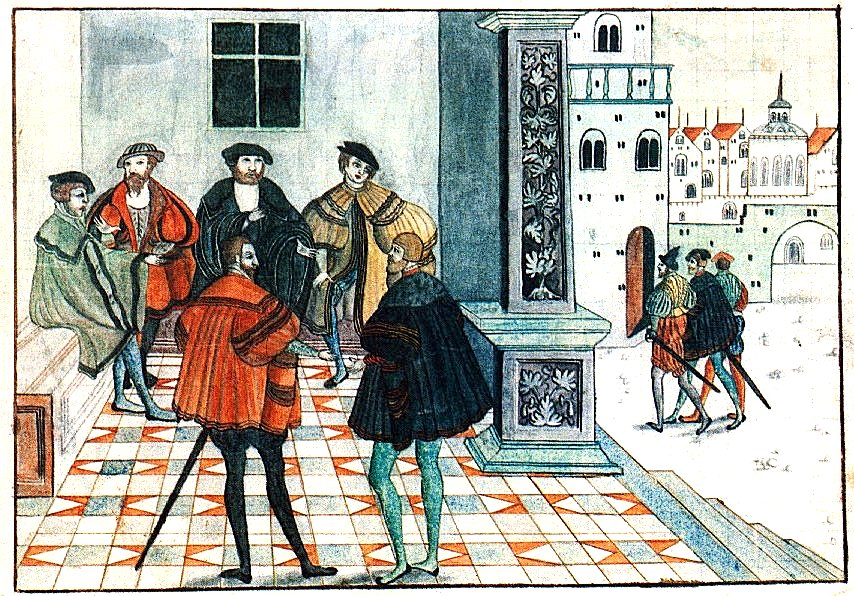